# آتشفشان آرنال
آتشفشان آرنال (به اسپانیایی: Volcán Arenal) آتشفشان چینه‌ای فعالی به ارتفاع تقریبی ۱۶۷۰ متر است که در رشته‌کوه کوردیرا د گواناکاسته در شمال غربی کشور کاستاریکا قرار دارد. این آتشفشان در طی آخرین فوران عظیم خود در سال ۱۹۶۸ سه دهکده را نابود کرد و ۸۷ نفر را کشت.

## مشخصات
آرنال آتشفشانی مخروطی‌شکل است که در حدود ۹۰ کیلومتری شمال غربی سان خوزه و بر کرانه‌های شرقی دریاچه آرنال قرار دارد. این آتشفشان که در حدود ۷۰۰۰ هزار سال پیش از آتشفشان مجاور (و اینک خاموش) چاتو به‌وجود آمده است جوانترین آتشفشان چینه‌ای کاستاریکا و یکی از فعال‌ترین آتشفشان‌های این کشور است که از آن به‌طور مداوم گدازه و بِرِش خارج می‌شود.
آرنال و چاتو همزمان از ۷۰۰۰ سال پیش فعال بودند تا آنکه چاتو در حدود ۳۵۰۰ سال پیش از فعالیت ایستاد. فوران‌های انفجاری عظیم و متناوب در فواصل صدها سال و دوره‌هایی از برون‌ریزی گدازه که مخروط آتشفشان را می‌پوشاند از مشخصه‌های آرنال در طول دورهٔ رشدش بود.
چندین چشمه آب گرم به‌دلیل وجود فعالیت‌های زمین‌گرمایی در زیر آتشفشان آرنال در منطقهٔ اطراف آن وجود دارد. آرنال در عین حال همراه با آتشفشان خاموش چاتو در پارک ملی آتشفشان آرنال قرار دارد.

## تاریخچهٔ فوران

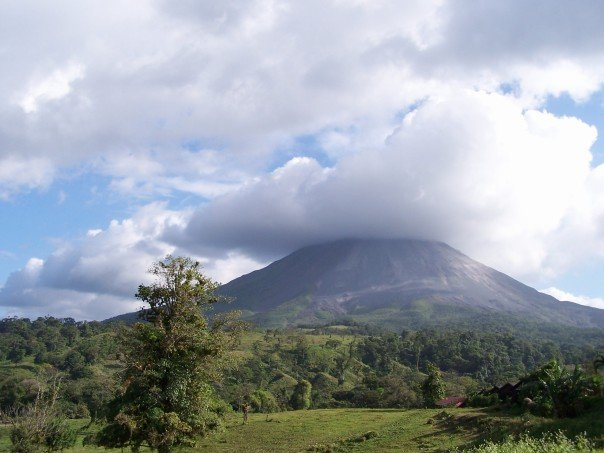
عکس آتشفشان آرنال، گرفته شده در گواناکاست، کاستاریکا.

در روز ۲۹ ژوئیهٔ ۱۹۶۸ آرنال پس از ۴۰۰ سال ناگهان فوران کرد و منطقه‌ای به مساحت بیش از ۱۵ کیلومتر مربع را در زیر سنگ، گدازه و خاکستر آتشفشانی مدفون ساخت. شدت این فوران به حدی بود که سه دهکدهٔ کوچک نابود و ۸۷ نفر کشته شدند. همچنین چراگاه‌های اطراف آتشفشان تخریب و گله‌داران مجبور به کشتن تقریباً ۱۰۰٬۰۰۰ رأس دام شدند.
فوران‌های آرنال از ۱۹۶۸ تا ژوئیهٔ ۲۰۱۰ به‌طور ثابت اما با شدت کمتری ادامه داشت و تقریباً هر روز دود و گدازه از آتشفشان خارج می‌شد. اما پس از آن از فعالیت‌های آتشفشانی تا حد زیادی کاسته شد و اینک آرنال در حالت خفته به سر می‌برد.